# Räddningsstation Kristinehamn
Räddningsstation Kristinehamn är en av Sjöräddningssällskapets räddningsstationer.
Räddningsstation Kristinehamn ligger på Kapurja vid infarten till hamnen i Kristinehamn. Den inrättades 1977 och har 27 frivilliga. 

## Räddningsfarkoster
- 12-01 Rescue Victoria, ett 11,8 meter långt räddningsfartyg av Victoriaklass, byggd 1997
- 3-27 Rescuerunner Gustav, byggd 2007
- Rescue Henrik Nyström, en täckt svävare Ivanoff Hovercraft, byggd 2018